# Миле Мркшић
Миле Мркшић (Козарац, код Вргинмоста, 1. мај 1947 — Лисабон, 16. август 2015) био је генерал-потпуковник Војске Југославије. Бивши командант Гардијске моторизоване бригаде и учесник  битке за Вуковар 1991. године.

## Биографија
Миле Мркшић рођен је 1. маја 1947. године у селу Козарац, код Вргинмоста.
Након битке за Вуковар унапређен је у генерал-мајора ЈНА, а касније је постао врховни командант Српске војске Крајине маја 1995. године. Пензионисан је као генерал-потпуковник Војске Југославије након пораза крајишке војске августа 1995. године.
Оптужен је 1995. заједно са Мирославом Радићем, Веселином Шљиванчанином и Славком Докмановићем од стране Међународног суда за бившу Југославију. У оптужници стоји да је одговоран за масовно убиство на Овчари, недалеко од Вуковара, отприлике 260 мушкараца.
Добровољно се предао Хашком трибуналу 15. маја 2002. и истог дана је пребачен у притвор. Суђење је почело октобра 2005.
Дана 27. септембра 2007, судско веће Хашког трибунала је осудило Мркшића на 20 година затвора за помагање и подржавање мучења, окрутног поступања и убиства 194 хрватска заробљеника на фарми Овчара, 20. новембра 1991.
Преминуо је 16. августа 2015. године у затвору у Лисабону. Сахрањен је на београдском гробљу Лешће 28. августа 2015. године.